# Juan Ignacio Cerra
Juan Ignacio Cerra, född 16 oktober 1976, är en argentinsk friidrottare. Han deltog vid olympiska sommarspelen 2000, olympiska sommarspelen 2004, olympiska sommarspelen 2008 och olympiska sommarspelen 2012.